# Ebratsweiler
Ebratsweiler ist ein Ort in der Gemeinde Herdwangen-Schönach im Landkreis Sigmaringen, Baden-Württemberg.

## Geographie
Ebratsweiler liegt im oberen Linzgau auf einer Höhe von 640 m an der Landstraße zwischen Pfullendorf und Überlingen.

## Geschichte
Die älteste belegte Namensform ist Eberhartswiler. Der Name lässt sich somit erklären als ein Weiler, der vermutlich von einer Person namens Eberhart gegründet wurde.
Ebratsweiler wird erstmals 1251 urkundlich erwähnt, indem Bertold und Albert von Ebratsweiler als Zeugen eines Kaufvertrags auftreten. Die beiden sind Angehörige eines Rittergeschlechtes von Ebratsweiler, das im 13. und 14. Jahrhundert häufig in Urkunden belegt ist und gegen Ende des 14. Jahrhunderts am Schweizer Bodenseeufer und in Winterthur ansässig wurde, wo es bald danach wohl ausgestorben ist. Auf eine heute verschwundene Burg der Herren von Ebratsweiler weist der Flurname Burstel (= süddt. „Burgstall“) hin.
Besitzungen in Ebratsweiler hatten u. a. die Klöster Salem und Petershausen. Die Niedere Gerichtsbarkeit besaß das Überlinger Spital, kirchlich gehörte Ebratsweiler dagegen noch um 1690 zur Filiale Aftholderberg der Pfarrei Pfullendorf, später zu Herdwangen. Bei der Mediatisierung 1803 fiel Ebratsweiler an das Großherzogtum Baden. Der Ort hatte zu dieser Zeit 60 Einwohner.
1924 wurde die bis dahin selbständige Gemeinde in die Gemeinde Herdwangen eingegliedert und gehört seit 1974 zur Gemeinde Herdwangen-Schönach.

### Wappen
Das Wappen der Herren von Ebratsweiler ist in der Wappenrolle von Zürich aus dem Jahr 1340 abgebildet. Es wurde jedoch anscheinend nie als Wappen der Gemeinde geführt.

## Kultur und Sehenswürdigkeiten
- Markantestes Gebäude ist der ehemalige Gasthof Hirschen an der Landstraße.
- Die Kapelle St. Wendelin, auch Wendlinuskappele genannt, wurde 1907 an Stelle einer älteren Kapelle aus dem 18. Jahrhundert erbaut. Auf dem Vorplatz steht ein Brunnen.